# 高千穂交易
高千穂交易株式会社（たかちほこうえき）は、エレクトロニクスを核とした技術商社。
創業当初の会計機を皮切りに、OCR（光学的文字読取）システム、漢字情報処理システム、商品監視システム（万引き防止システム）といった商品をいち早く日本に紹介するなど、電子情報機器分野におけるパイオニア的存在。
商品監視システムでは、国内市場シェアトップの実績（富士経済2010年調査）。
2005年、東京証券取引所市場第一部上場。なお、高千穂バロース株式会社（現 日本ユニシス株式会社）、昭和情報機器株式会社、千代田情報機器株式会社（現 株式会社アイティフォー）株式会社シー.エス.シー
は、かつてのグループ企業。
2020年5月25日に東京本社移転。
旧住所:〒160-0004 東京都新宿区四谷1丁目2番8号
新住所:〒160-0004 東京都新宿区四谷1-6-1 YOTSUYA TOWER 7F　*コモレ四谷内

## 主な沿革
- 1952年 - 設立。米国バロース（現 ユニシス社）総代理店：会計機、電子計算機販売。
- 1969年 - メーリングシステム販売開始。
- 1970年 - 商品監視システム販売開始。スライドレール販売開始。
- 1974年 - 半導体販売開始。
- 1975年 - ネットワークシステム販売開始。
- 2000年 - ジャスダック上場。
- 2004年 - 東証2部上場。ISO14001全事業所認証取得。
- 2005年 - 東証1部上場。ISO9001デバイス事業認証取得。
- 2006年 - 全事業所ISO9001認証取得。
- 2007年 - 国内外グループ全事業所ISO14001統合認証取得。
- 2008年 - システムセグメントISO27001認証取得。
- 2011年 - 機構部品専門 通信販売サイト「LIVING+SLIDE」開設

## 事業内容
高千穂交易グループは、システム機器事業、デバイス事業およびカストマ・サービス事業を展開。
| システム事業本部         | システム事業本部                                                                                         |
| ------------------------ | --- |
| ビジネスソリューション   | ネットワーク監視システム、オフィスセキュリティシステム（入退室管理システム、監視カメラ）                 |
| リテールソリューション   | 商品監視システム（万引き防止システム）、監視カメラシステム、トラフィックカウンター（入店カウンター）など |
| メーリングソリューション | 自動封入封緘などのメーリングシステム                                                                     |
| デバイス事業本部         | |
| 電子                     | 半導体、タッチパッド、マイク、電子部品など                                                               |
| 産機                     | スライドレール、ガススプリングなどの機構部品                                                             |

### ビジネスソリューション
オフィスはもちろんデータセンター、官公庁等、重要施設の安全管理及び企業ネットワークの安全・快適なシステム構築を実現します。
- ネットワーク：デジタル変革・クラウド時代に最適なネットワークやセキュリティソリューションをご提案いたします。（Cisco Meraki、Pulse Secure、SD-WAN他）

- オフィスソリューション：入退室管理システム、監視カメラシステム等、最先端のソリューションでお客様の安心と快適をご提供します。

### リテールソリューション
ショッピングセンターやドラッグストアなど店舗規模に関わらず、小売業の業態にあわせた監視カメラ、商品管理システム等のセキュリティ機器及び、トラフィックカウンターなど販売支援を目的とした店舗管理機器のシステム設計、販売、設置、運用支援サービスを行っている。

### メーリングソリューション
残高明細書や請求書など、ビジネスメールの大量発送業務（メーリング業務）における郵送物の封入・封緘、宛名印字といった一連のプロセスを高速かつ正確に処理するためのシステムを販売。セキュリティ性を高める封入封緘運用総合管理システム（TQM）は独自開発。

### 産機
- 機構部品・機能製品

- 通信ケーブル・ハーネス・パワーサプライ

ATM（現金自動預け払い機）を始め、コピー機などのOA機器、システムキッチン、オフィス家具など、機構部品を必要とする幅広い領域を対象に、機構に関するコンサルティングおよびスライドレール・ガススプリング・昇降システム（ベルト式昇降
、油圧式昇降）などの販売を行っている。

### 電子
デジタル化・情報化の流れを受け、民生用機器（パソコン、携帯電話、デジタルカメラ、カーナビゲーションなど）、産業用計測器、情報通信機器向けなどを対象に、アナログ半導体を中心とした各種電子部品に関するコンサルティング（設計など）および販売を行っている。

## グループ企業
- マイティキューブ株式会社（RFID関連機器及びICタグ 開発・製造・販売）
- 高千穂コムテック株式会社（メーリングシステムの輸出入及び販売並びに開発・サポートサービス）
- 高千穂交易（香港）有限公司（各種電子部品及び機構部品並びにセキュリティ機器の輸出入及び販売）
- 提凱貿易（上海）有限公司（各種電子部品及び機構部品の輸出入及び販売）
- Takachiho Fire,Security & Services(Thailand)Ltd.（セキュリティシステム、防火システムの設置及びサービス）
- Guardfire Limited（高度防火システムの設計、販売）
- Guardfire Singapore Pte. Ltd. （高度防火システムの設計、販売）
- Takachiho America Inc. (機構部品の輸出入及び販売)